# Pteropsaron evolans
Pteropsaron evolans är en fiskart som beskrevs av Jordan och John Otterbein Snyder 1902. Pteropsaron evolans ingår i släktet Pteropsaron och familjen Percophidae. Inga underarter finns listade i Catalogue of Life.